# Przemyśl Główny
Przemyśl Główny – węzłowa stacja kolejowa w śródmieściu Przemyśla, w województwie podkarpackim w Polsce; znajduje się przy Placu Legionów, usytuowana jest na linii E 30, między przystankami kolejowymi Przemyśl Zasanie, Przemyśl Wschodni i stacją Przemyśl Bakończyce. Stacja obsługuje dalekobieżne krajowe, międzynarodowe i regionalne pasażerskie połączenia kolejowe.
Według klasyfikacji PKP posiada kategorię dworca regionalnego. Znajduje się w centrum miasta.

## Ruch pasażerski
| Rok  | Wymiana roczna | Wymiana pasażerska na dobę | miejsce w Polsce |
| ---- | -------------- | -------------------------- | ---------------- |
| 2017 | 1 420 000      | 3 900                      | 63               |
| 2018 | 1 860          | 5 100                      |                  |
| 2019 | 2 010 000      | 5 500                      | 49               |
| 2020 | 952 000        | 2 600                      | 62               |
| 2021 | 940 000        | 2 300                      | 86               |
| 2022 |                | 6 000                      | 47               |

## Historia

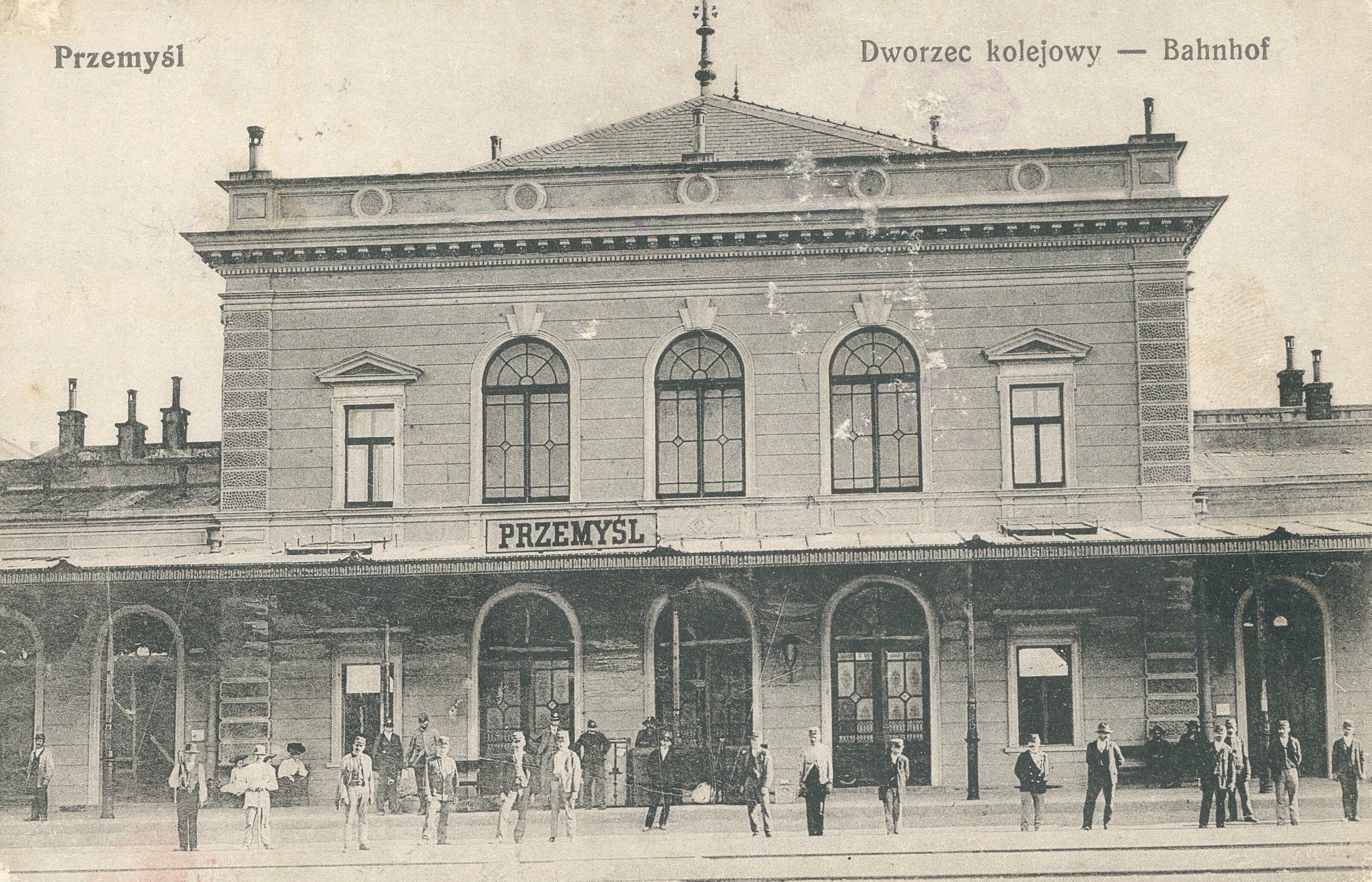
Widok dworca w 1915

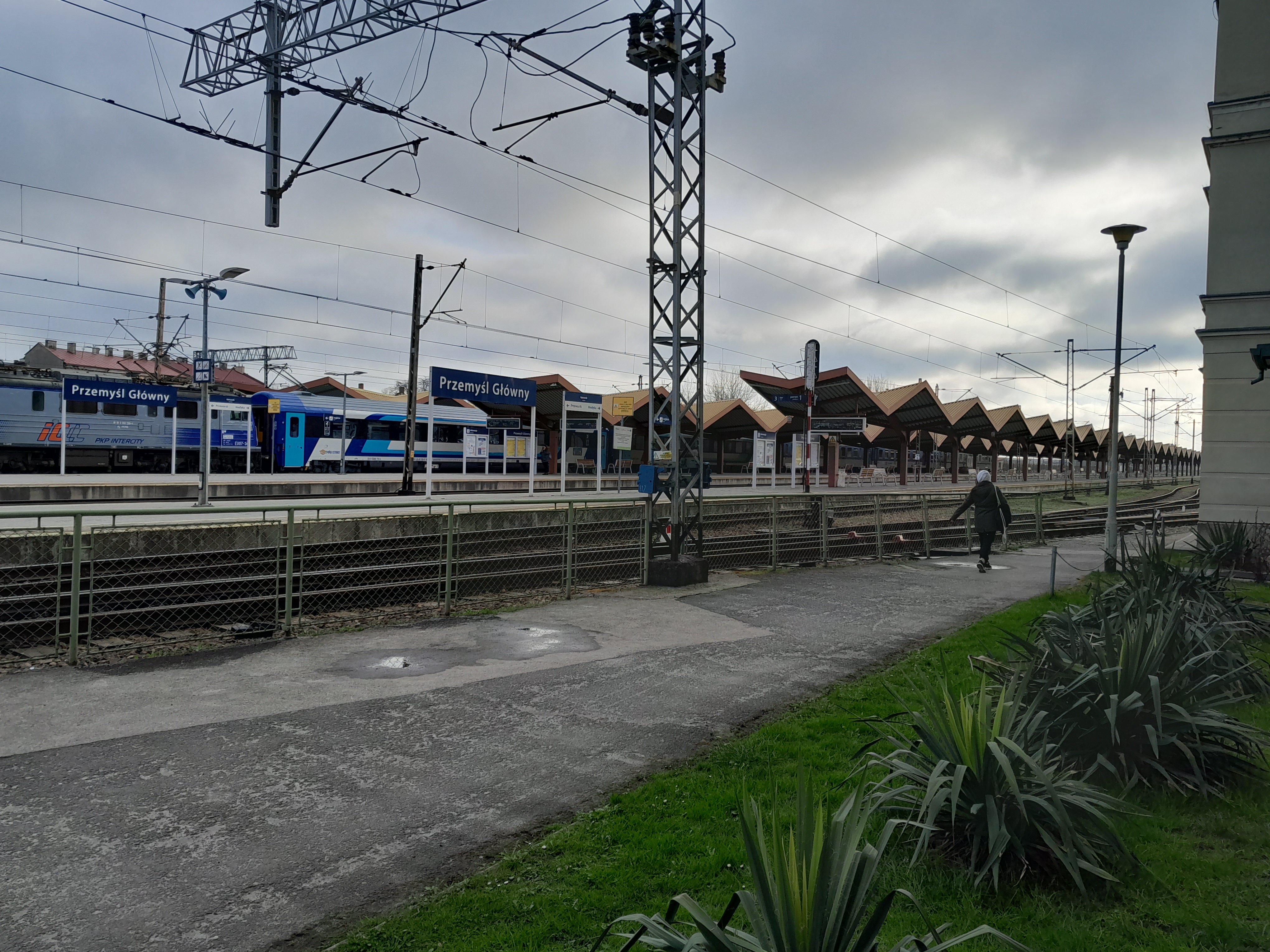
Perony stacji Przemyśl Główny w 2023 roku

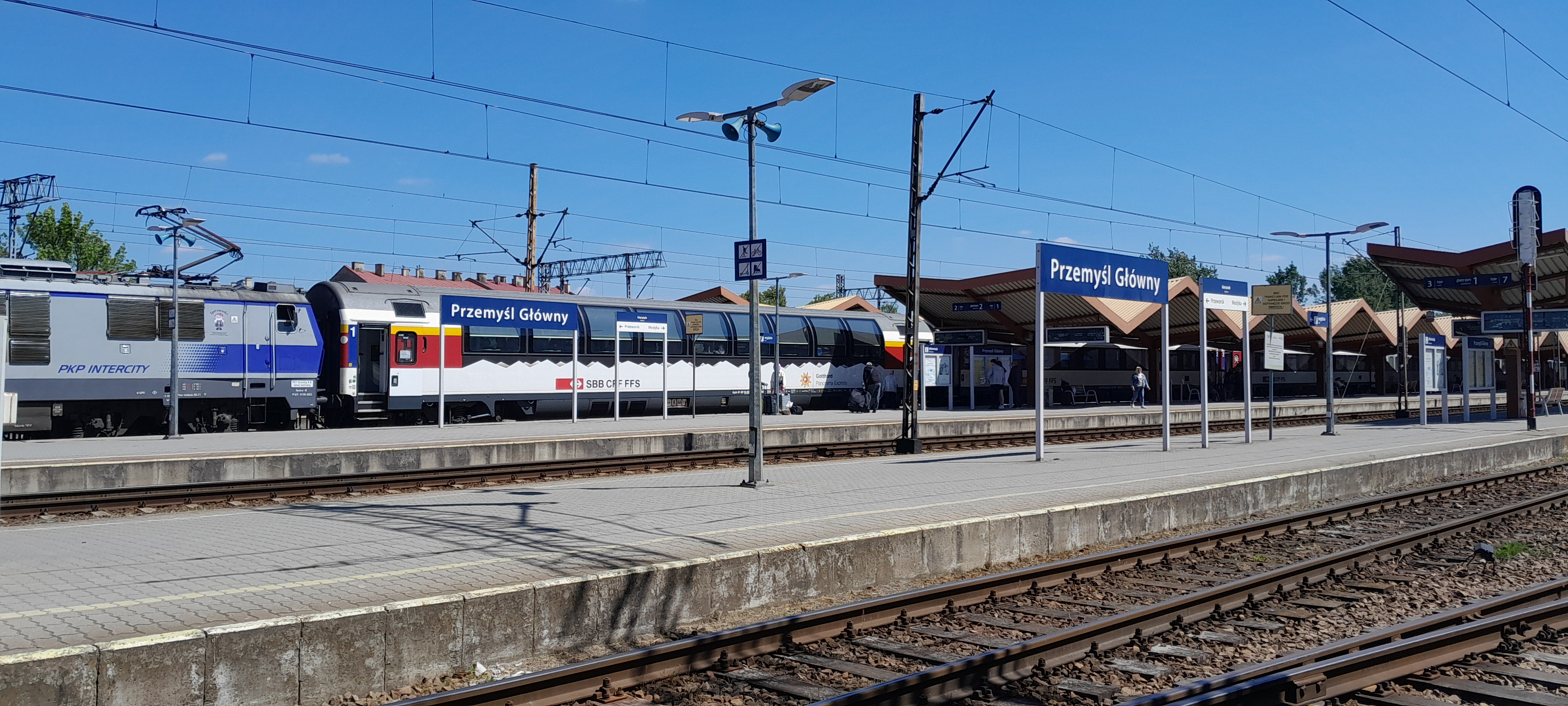
Pociąg do Grazu z wagonem panoramicznym na stacji Przemyśl Główny

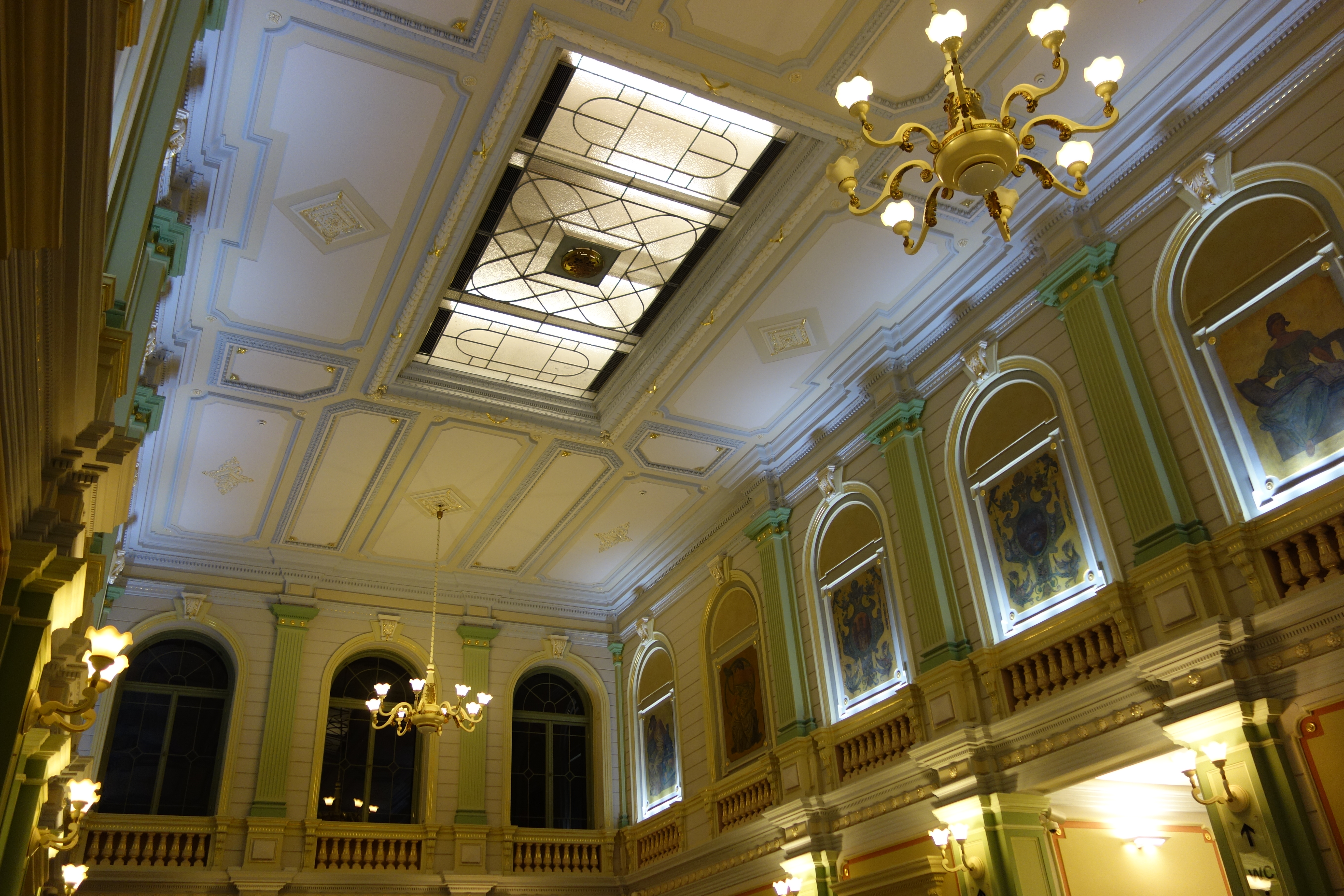
Wnętrze budynku dworca

Zabytkowy dworzec został wybudowany w latach 1859–1860, otwarty 4 listopada 1860, przebudowany w 1895 roku w stylu neobarokowym. Gruntownie remontowany w 1922 i 1959, częściowo przebudowany w 1966, ponownie remontowany w latach 1988–1995. W latach 2010–2012 dworzec kosztem ok. 25 mln zł przeszedł gruntowny remont, a przy nadzorze konserwatora zabytków przywrócono mu wygląd sprzed ponad 100 lat, m.in. panoramy miasta pędzla Mariana Strońskiego, które oświetla zabytkowy, drewniany żyrandol.
Hol główny dworca zdobią malowane plafony, dzieła Feliksa Wygrzywalskiego i Jana Talagi, przedstawiające herby i symbole rzemiosł.
Dworzec jest (obok tarnowskiego) jedną z najokazalszych budowli na linii kolejowej łączącej Kraków ze Lwowem (dawna Kolej galicyjska im. Karola Ludwika).
Na stacji znajduje się kolejowe polsko-ukraińskie pasażerskie przejście graniczne.

## Ciekawostki
Do najciekawszych historycznie relacji obsługujących stację Przemyśl Główny zaliczyć można ekspres „Małopolska” do Gdyni, nocny pociąg międzynarodowy „Lwów Express” oraz pociąg pospieszny „Przemyślanin” do Świnoujścia, który pokonywał trasę 1008 km w niecałe 18 godzin. Jest to najdłuższa relacja w Polsce, dlatego pociąg ten często nazywany jest polskim Orient Expressem.

## Galeria

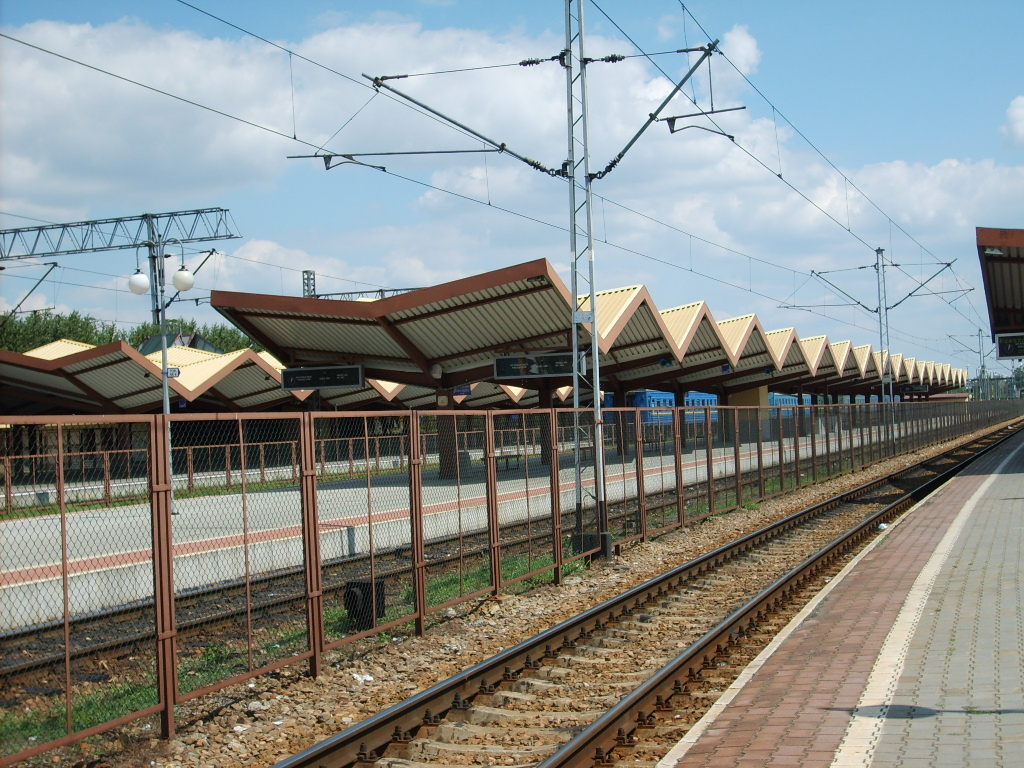
Widok na perony (2007)
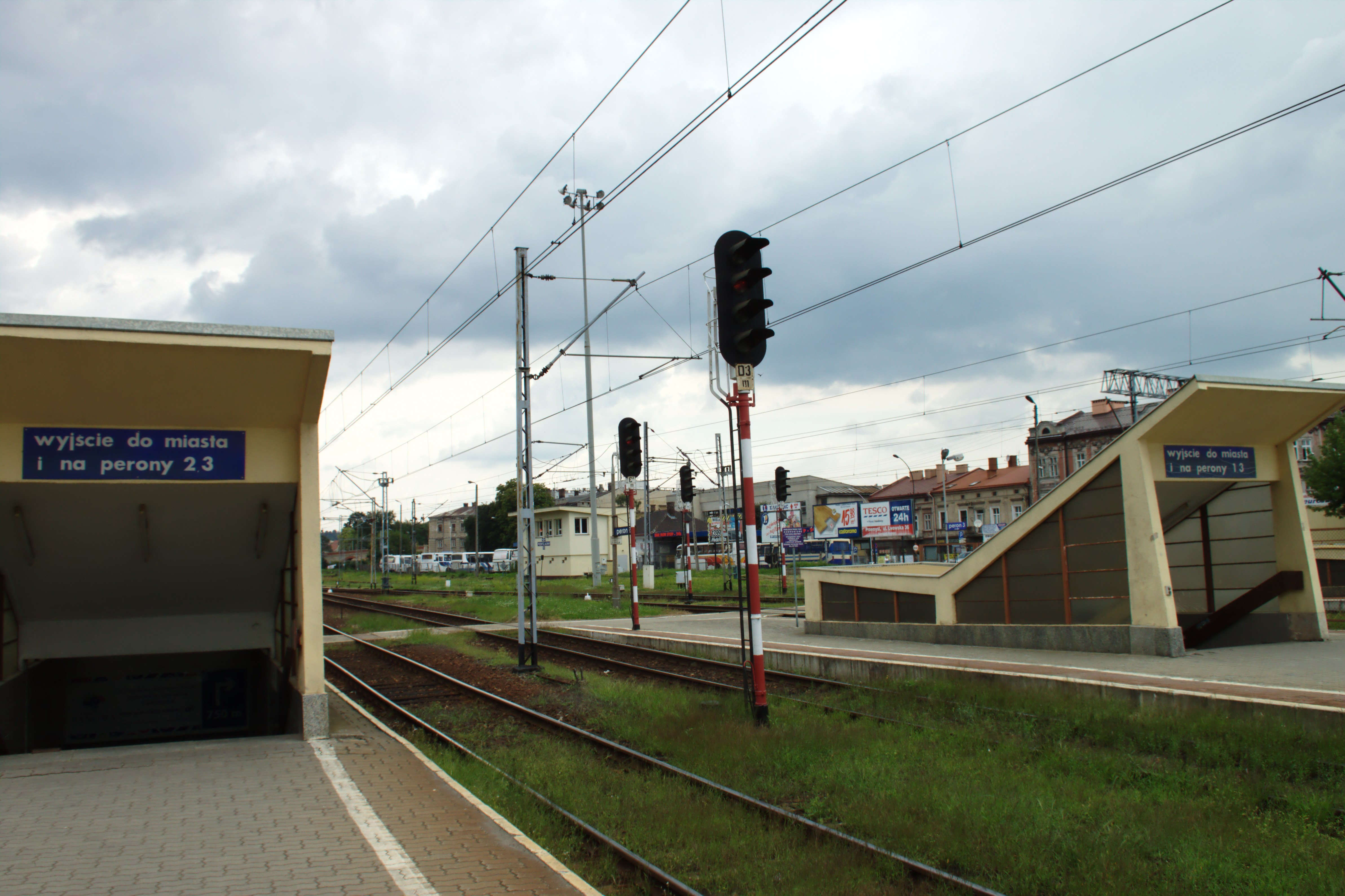
Przejścia podziemne (2011)
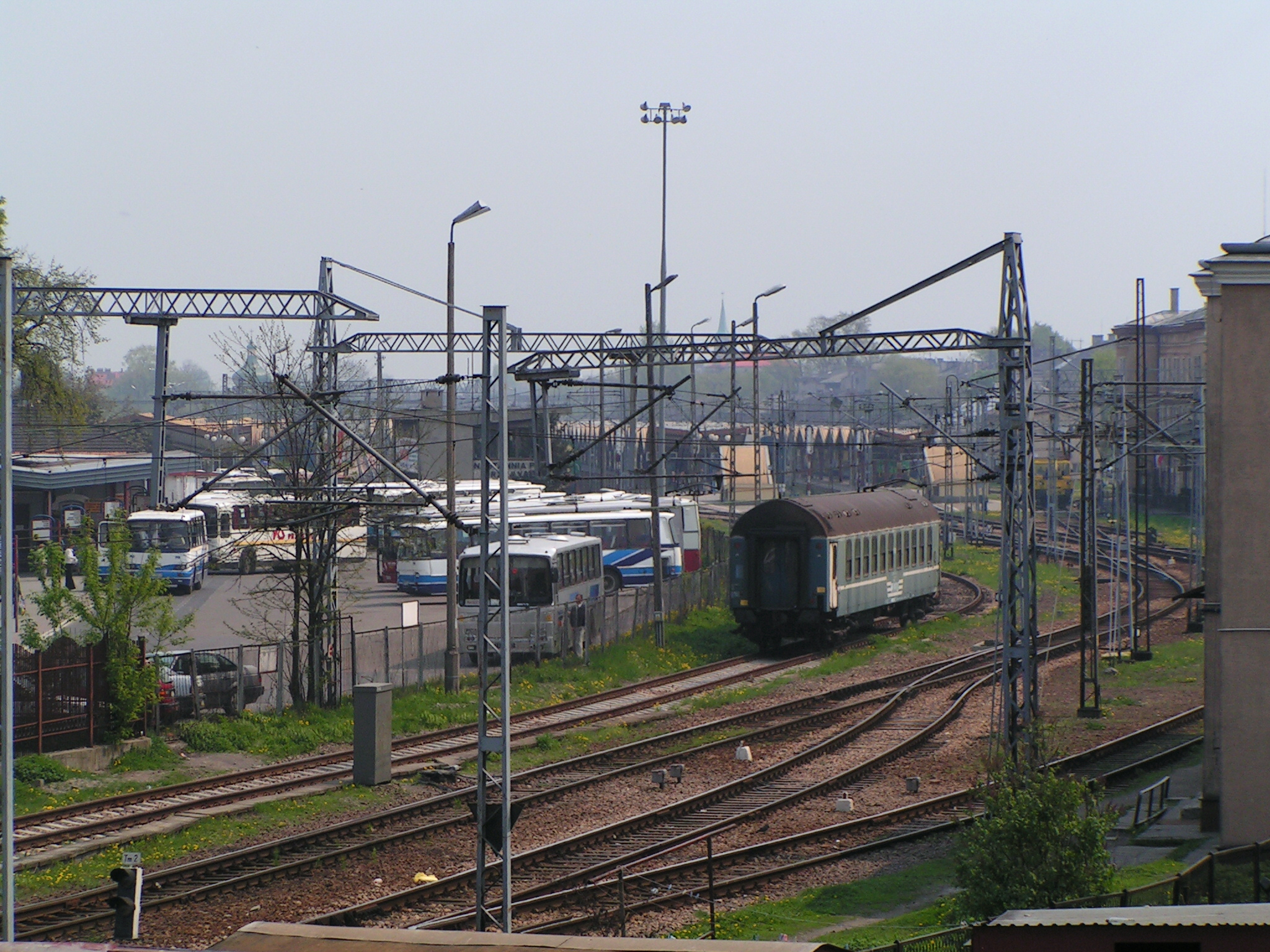
Wagon sypialny na szerokim torze 1520 mm (2006)